# Pelecotoma flavipes
Pelecotoma flavipes – gatunek chrząszcza z rodziny wachlarzykowatych.

## Zasięg występowania
Gatunek ten występuje we wsch. części Ameryki Północnej od Karoliny Południowej po Nebraskę i Manitobę.

## Budowa ciała
Osiąga 4 – 5,5 mm długości ciała.

## Biologia i ekologia
Larwy są parazytoidami kołatków z rodzaju Ptilinus. Chrząszcze te spotyka się przeważnie na martwym, wyschniętym drewnie ze śladami obecności gatunków żywicielskich.